# Daimler Trucks North America
Daimler Truck North America LLC, precedentemente denominata Freightliner Corporation, è una società statunitense con sede a Portland, specializzata nella produzione di veicoli industriali e autobus, controllata al 100% dal Gruppo Daimler Truck AG.

## Storia

### Primi anni
Alla fine degli anni '30, Leland James, presidente della Consolidated Freightways, azienda di autotrasporti con sede a Portland in Oregon, si approcciò ai produttori di autocarri con la sua idea di costruire componenti per camion in alluminio leggero anziché in acciaio tradizionale. Accolto con resistenza e scetticismo, James assunse un team di ingegneri e cominciò a costruire veicoli. Nel 1940, James aiutò a fondare la Freightways Manufacturing Company a Salt Lake City nello Utah, per produrre i veicoli. Successivamente nel 1942, la società cambiò denominazione in Freightliner Corporation e complice l'inizio della seconda guerra mondiale, la produzione di autocarri fu convertita in produzione di parti di aeromobili e navi. Nel 1947, la Freightliner Corporation riprese le attività di costruzione di camion nel suo nuovo stabilimento di produzione a Portland. Durante il boom del dopoguerra, la Hyster Company divenne la prima azienda ad ordinare un Freightliner nel 1950. Il business crebbe rapidamente con la diffusione della voce della capacità di Freightliner di realizzare camion secondo le specifiche dei clienti; di conseguenza, i volumi di produzione passarono da 116 veicoli nel 1950, a 931 nel 1960 e 6.206 nel 1970.

### Vendita a Daimler-Benz AG
Nel 1981, Daimler-Benz AG acquisì Freightliner da Consolidated Freightways e grazie allo sviluppo delle rete commerciale, divenne il principale produttore di autocarri nel 1992. Nel 1995, la divisione chassis di Oshkosh Corporation fu acquisita, diventando Freightliner Custom Chassis Corporation. Inoltre, sempre nello stesso anno, la società acquisì il produttore di veicoli antincendio American LaFrance. Nel 1997, acquistò la divisione autocarri pesanti della Ford Motor Company, lanciando subito dopo il marchio Sterling Trucks. A seguito della nascita di DaimlerChrysler, l'azienda continuò il processo di acquisizione di altri marchi come Thomas Built Buses nel 1998, Western Star Trucks e Detroit Diesel Corporation nel 2000; oltre al lancio di Unimog North America nel 2003. Nel 2004 Freightliner LLC, aprì una galleria del vento a grandezza naturale a Portland mentre Freightliner Custom Chassis Corporation introdusse il telaio per motori ibridi nel settore della consegna di pacchi

### Scioglimento di DaimlerChrysler AG
Nel 2007 Daimler AG, decise di vendere la sua quota di partecipazione in Chrysler, a Cerberus Capital Management, comportando la divisione dei due marchi. A seguito della vendita, il gruppo Daimler si concentrò sul marchio d'auto Mercedes-Benz, sulla divisione dei camion e sui servizi finanziairi. Inoltre, il marchio americano LaFrance fu venduto nel 2005 ed il marchio Sterling fu ritirato nel 2009. Nel 2008, Freightliner LLC diventò Daimler Trucks North America LLC mentre a gennaio 2020, la società ha rilevato il supporto ufficiale degli autobus Setra in Nord America, mentre la distribuzione è stata rilevata dalla nuova filiale di Daimler, denominata Daimler Coaches North America.

## Marchi
- Alliance Parts
- Detroit Diesel
- Freightliner Trucks
- Freightliner Custom Chassis Corporation
- Freightliner SelecTrucks
- Thomas Built Buses
- Western Star Trucks
- Demand Detroit
- Sterling Trucks

## Siti produttivi
- Cleveland, North Carolina (Freightliner)
- Mount Holly, North Carolina (Freightliner)
- Gaffney, South Carolina (Freightliner Custom Chassis Corporation)
- Gastonia, North Carolina (Alliance Truck Parts)
- High Point, North Carolina (Thomas Built Buses)
- Portland, Oregon (Western Star)
- Redford, Michigan (Detroit Diesel)
- Santiago Tianguistenco, Estado de Mexico, Mexico (Freightliner)
- Saltillo, Coahuila, Mexico (Freightliner)